# Стоттвілл (Нью-Йорк)
Стоттвілл (англ. Stottville) — переписна місцевість (CDP) в США, в окрузі Колумбія штату Нью-Йорк. Населення — 1665 осіб (2020).

## Географія
Стоттвілл розташований за координатами 42°17′37″ пн. ш. 73°45′39″ зх. д. / 42.29361° пн. ш. 73.76083° зх. д. (42.293715, -73.760817).  За даними Бюро перепису населення США в 2010 році переписна місцевість мала площу 10,90 км², з яких 10,82 км² — суходіл та 0,08 км² — водойми.

## Демографія
Згідно з переписом 2010 року, у переписній місцевості мешкало 1375 осіб у 540 домогосподарствах у складі 357 родин. Густота населення становила 126 осіб/км².  Було 649 помешкань (60/км²).
Расовий склад населення:
| - 87,3 % — білих - 7,1 % — чорних або афроамериканців - 1,4 % — азіатів - 0,1 % — корінних американців |

До двох чи більше рас належало 3,7 %. Частка іспаномовних становила 2,3 % від усіх жителів.
За віковим діапазоном населення розподілялося таким чином: 22,0 % — особи молодші 18 років, 62,8 % — особи у віці 18—64 років, 15,2 % — особи у віці 65 років та старші. Медіана віку мешканця становила 41,4 року. На 100 осіб жіночої статі у переписній місцевості припадало 100,4 чоловіків;  на 100 жінок у віці від 18 років та старших — 94,4 чоловіків також старших 18 років.
Середній дохід на одне домашнє господарство  становив 71 821 долар США (медіана — 50 083), а середній дохід на одну сім'ю — 92 972 долари (медіана — 56 607). Медіана доходів становила 38 571 долар для чоловіків та 40 539 доларів для жінок. За межею бідності перебувало 11,4 % осіб, у тому числі 10,4 % дітей у віці до 18 років та 6,6 % осіб у віці 65 років та старших.
Цивільне працевлаштоване населення становило 622 особи. Основні галузі зайнятості: освіта, охорона здоров'я та соціальна допомога — 33,1 %, будівництво — 12,1 %, виробництво — 11,6 %.